# Lutsen
Lutsen – jednostka osadnicza w Stanach Zjednoczonych, w stanie Minnesota, w hrabstwie Cook.